# Hoya lanceolaria
Hoya lanceolaria är en oleanderväxtart som beskrevs av Spencer Le Marchant Moore. Hoya lanceolaria ingår i släktet Hoya och familjen oleanderväxter. Inga underarter finns listade i Catalogue of Life.